# Bruno Czarnowski

Bruno Czarnowski

Bruno Stanislaus Czarnowski, ab 1939 Scharno, (* 15. April 1902 in Graudenz, Westpreußen; † 8. Mai 1988 in Bückeburg) war ein deutscher Politiker (NSDAP).

## Leben und Wirken

### Frühe Jahre und Nachkriegszeit
Bruno Czarnowski besuchte die Volksschule.
Im Herbst 1918 trat Czarnowski als Sechzehnjähriger als Freiwilliger in das Infanterieregiment Nr. 21 der preußischen Armee ein. Nach dem Ende des Ersten Weltkriegs im November 1918 beteiligte er sich bis 1921 am Grenzschutz in Schlesien.
1919 trat Czarnowski in das Freikorps Rossbach ein. Im Herbst 1919 nahm er am Zug dieses Freikorps ins Baltikum teil, wo die Roßbach-Truppe und andere Freikorps gegen die Unabhängigkeitsarmeen von Litauen und Lettland kämpften. Im März 1920 nahm Czarnowski – wahrscheinlich ebenfalls mit dem Freikorps Roßbach – am Kapp-Putsch in Berlin teil. Im Jahr 1921 hielt Czarnowski sich in Oberschlesien auf, wo er sich an den Kämpfen irregulärer deutscher und polnischer Freiwilligenverbände beteiligte, die im Frühsommer 1921 in diesem Gebiet im Zusammenhang mit der Bestimmung des zukünftigen Grenzverlaufes zwischen diesen beiden Staaten in der Provinz Oberschlesien ausgetragen wurden. Für seine Mitwirkung an den Unternehmungen im Baltikum und Oberschlesien wurde Czarnowski mit dem Baltenkreuz und mit dem Schlesischen Adler ausgezeichnet.

### Weimarer Republik
Nach der Eingliederung von Ostoberschlesien in den neugegründeten polnischen Staat wurde Czarnowski im Spätsommer 1921 aus seiner Heimatprovinz ausgewiesen. Er ließ sich in Halle an der Saale, wo er in den folgenden Jahren als Laborant, Bauinspekteur und Bauamtsleiter arbeitete.
Zum 17. Mai 1926 trat Czarnowski in die NSDAP ein (Mitgliedsnummer 36.486). Im selben Jahr wurde er einer der ersten Führer der zu dieser Zeit erstmals in Oberschlesien aufgestellten SA, der Straßenkampftruppe der NSDAP. Bald danach begann er sich als Redner für die Partei zu betätigen und schließlich Funktionärsaufgaben als Kreisleiter, Gauinspekteur und stellvertretender Gaupropagandaleiter zu übernehmen.
Ab 1929 baute Czarnowski die SS in Halle-Merseburg auf (SS-Nummer 1.296). Seinen Wohnsitz hatte er zeitweise in Aschersleben. Von 1930 bis 1932 war der Kreisleiter der NSDAP in Halle-Stadt und im Saalkreis.
Von 1929 bis 1933 war Czarnowski Stadtverordneter in Halle und zugleich Führer der Fraktion seiner Partei in diesem Gremium. Als stellvertretender Gaupropagandaleiter trat er zudem als öffentlicher Redner auf.

### NS-Zeit
Nach dem Machtantritt der Nationalsozialisten im Jahr 1933 führte Czarnowski den Rang eines Stadtrates in Halle. Außerdem erhielt er als frühes Parteimitglied der NSDAP das Goldene Parteiabzeichen der Partei.
Bei der Reichstagswahl am 12. November 1933 kandidierte Czarnowski, wurde aber nicht gewählt. Bei der Wahl des Jahres 1936 wurde er schließlich in den Reichstag gewählt, in der er anschließend knapp neun Jahre lang, bis zum Zusammenbruch der NS-Herrschaft im Frühjahr 1945, den Wahlkreis 11 (Merseburg) vertrat.
1939 änderte Czarnowski seinen polnisch klingenden Familiennamen in „Scharno“, so dass er fortan unter dem Namen Bruno Scharno firmierte.

### Nach 1945
Nach Ende des Zweiten Weltkrieges lebte Scharno in Bückeburg, wo er als Museumswärter im Heimatmuseum Bückeburg tätig war. Im November 1980 wurde er zum Ehrenmitglied des Schaumburg-Lippischen Heimatvereins ernannt.

## Schriften
- Unser Weg im Gau Halle-Merseburg, 1936.